# Квін Найджа
Квін Найджа Буллс (англ. Queen Naija Bulls, нар. 17 жовтня 1995, Іпсіланті, Мічиган) — американська співачка. Вона почала свою кар'єру як YouTube-блогер і з'явилася в тринадцятому сезоні «American Idol». Її сингл 2017 року «Medicine» потрапив до топ-50 чарту Billboard Hot 100; наступного року вона підписала контракт із Capitol Records.

## Біографія
Квін Найджа народилася 17 жовтня 1995 року в Іпсіланті, штат Мічиган. Її батько — араб, який народився в Ємен, а мати — Ріва Буллс. Вона старша з двох своїх братів і сестер.
Змалку почала співати в церкві та писати пісні. Будучи підлітком, артист став загальнонаціональним відомим як учасник кількох сезонів «American Idol», включаючи сезон 13 у 2014 році.

## Дискографія
- 2017: "Medicine"[4]
- 2018: "Karma" [5]
- 2018: "Butterflies"[6]
- 2018: "War Cry"[7]
- 2019: "Away from You"
- 2019: "Good Morning Text"
- 2020: "Butterflies Pt.2"
- 2020: "Pack Lite"
- 2020: "Lie to Me" (ft. Lil Durk)
- 2020: "Love Language"
- 2020: "Bitter" (ft. Latto)
- 2021: "Set Him Up" (ft. Арі Леннокс[en])[8]
- 2022: "Hate Our Love" (with Big Sean)[9]
- 2023: "No Fake Love" (ft. YoungBoy Never Broke Again)